# خالد فیصل بن عبدالعزیز آل سعود
شاهزاده خالد بن فیصل بن عبدالعزیز آل سعود (۲۰ فوریه ۱۹۴۰ میلادی)، امیر منطقه مکه، مشاور ملک سلمان بن عبدالعزیز آل سعود و رئیس کمیته مرکزی حج است. او سومین پسر ملک فیصل بن عبدالعزیز آل سعود، سومین پادشاه عربستان سعودی و مادرش شاهزاده حیا بنت ترکی بن عبدالعزیز بن عبدالله بن ترکی بن عبدالله آل سعود است.
او در بخش مراقبت از جوانان در وزارت امور اجتماعی مشغول به کار بود و ایده برگزاری مسابقات قهرمانی فوتبال جام خلیج فارس به او نسبت داده شد. وی در سال ۱۹۷۱ به عنوان امیر منطقه عسیر منصوب شد. وی در ۱۶ می ۲۰۰۷ به عنوان امیر مکه و در ۲۲ دسامبر ۲۰۱۳ به عنوان وزیر آموزش و پرورش منصوب شد سپس به عنوان مشاور ملک سلمان بن عبدالعزیز و امیر منطقه مکه مکرمه (برای بار دوم) منصوب شد. . او از طرف پدرش ملک فیصل بن عبدالعزیز آل سعود در شورای بیعت عربستان سعودی عضویت دارد.